# Savants de la tour Eiffel
Les savants de la tour Eiffel sont 72 hommes, scientifiques, ingénieurs ou industriels, dont Gustave Eiffel a fait inscrire les noms sur la tour Eiffel à Paris. Ils ont été choisis parce qu'ils ont honoré la France de 1789 à 1889, la tour Eiffel ayant été construite pour l'Exposition universelle de 1889 qui célébrait le centenaire de la Révolution française de 1789.

## Description

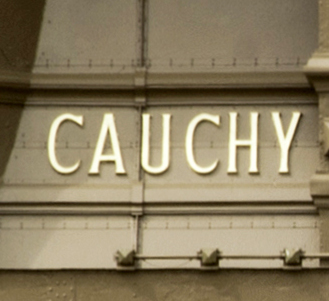
Gros plan sur un des noms (Cauchy).

Ces 72 noms s'étalent sur la frise du premier étage de la tour Eiffel, à raison de 18 noms sur chacune des quatre faces. Chaque nom occupe l'espace entre deux poutrelles.
Ils sont inscrits en lettres capitales, dorées, en relief, de 60 cm de haut.
Seul le nom de famille apparaît, ce que retrace le tableau ci-dessous en y apportant des informations supplémentaires.

## Histoire

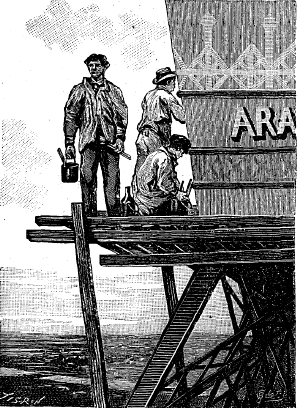
Inscription des noms sur la tour.

Le 20 février 1889, lors d'une conférence devant la Société centrale du travail professionnel, Gustave Eiffel déclare :

« Pour exprimer d'une manière frappante que le monument que j'élève sera placé sous l'invocation de la Science, j'ai décidé d'inscrire en lettres d'or sur la grande frise du premier étage et à la place d'honneur, les noms des plus grands savants qui ont honoré la France depuis 1789 jusqu'à nos jours. »

On sait peu de choses sur la manière dont les noms sont choisis. On sait en revanche que certains savants sont refusés pour cause de nom trop long : Charles et Henri Sainte-Claire Deville, Jean-Baptiste Boussingault, Henri Milne-Edwards et Jean Louis Armand de Quatrefages de Bréau. Tous les noms choisis comportent en effet 12 lettres au plus, en raison de la place limitée entre les poutrelles.
Les noms sont recouverts de peinture au début du XXe siècle avant d'être restaurés entre 1986 et 1987 par la Société d'exploitation de la tour Eiffel (SETE).
Une exposition intitulée Les 72 savants de la tour Eiffel est inaugurée à la bibliothèque de l'institut Henri-Poincaré le 15 octobre 2001, lors de la fête de la science, et dure jusqu'au 15 juin 2002, avec le soutien de la Société mathématique de France.

## Faces

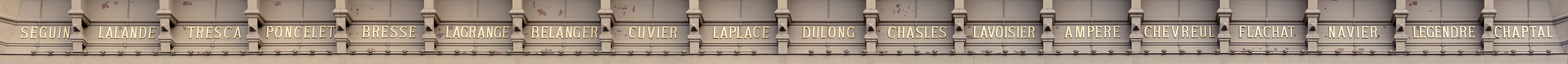
Face au Trocadéro (nord-ouest) :

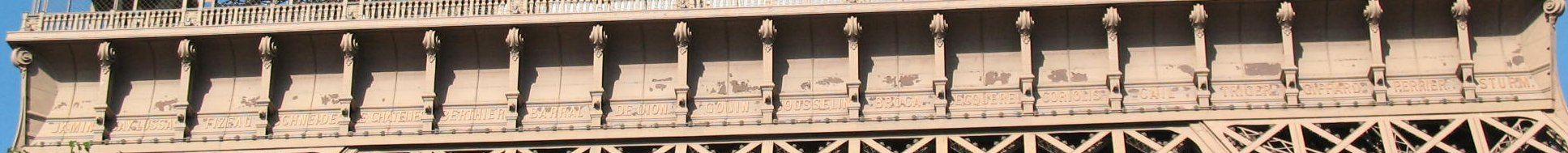
Face à Grenelle (sud-ouest)

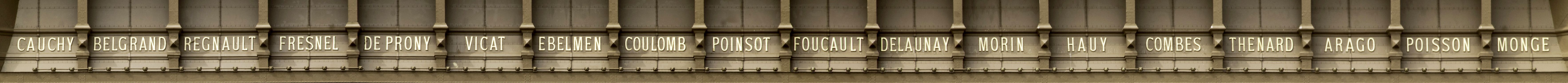
Face à l'École militaire (sud-est)

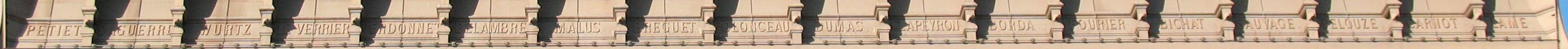
Face à l'avenue de La Bourdonnais (nord-est)

- Seguin
- Lalande
- Tresca
- Poncelet
- Bresse
- Lagrange
- Bélanger
- Cuvier
- Laplace
- Dulong
- Chasles
- Lavoisier
- Ampère
- Chevreul
- Flachat
- Navier
- Legendre
- Chaptal

- Jamin
- Gay-Lussac
- Fizeau
- Schneider
- Le Chatelier
- Berthier
- Barral
- de Dion
- Goüin
- Jousselin
- Broca
- Becquerel
- Coriolis
- Cail
- Triger
- Giffard
- Perrier
- Sturm

- Cauchy
- Belgrand
- Regnault
- Fresnel
- de Prony
- Vicat
- Ebelmen
- Coulomb
- Poinsot
- Foucault
- Delaunay
- Morin
- Haüy
- Combes
- Thénard
- Arago
- Poisson
- Monge

- Petiet
- Daguerre
- Wurtz
- Le Verrier
- Perdonnet
- Delambre
- Malus
- Breguet
- Polonceau
- Dumas
- Clapeyron
- Borda
- Fourier
- Bichat
- Sauvage
- Pelouze
- Carnot
- Lamé

## Liste
| Face            | No |                        | Nom abrégé tel qu'inscrit sur la tour Eiffel | Nom complet                                             | Dates de naissance et de mort | Métier(s)                                      | Titres de gloire |
| --------------- | -- | ---------------------- | -------------------------------------------- | ------------------------------------------------------- | ----------------------------- | ---------------------------------------------- | --- |
| Trocadéro       | 1  |                        | SEGUIN                                       | Marc Seguin                                             | 1786-1875                     | Mécanicien                                     | Constructeur de ponts suspendus, inventeur de la chaudière tubulaire |
| Trocadéro       | 2  |                        | LALANDE                                      | Joseph Jérôme Lefrançois de Lalande                     | 1732-1807                     | Astronome                                      | Nombreux travaux d'astronomie et d'hydrologie |
| Trocadéro       | 3  |                        | TRESCA                                       | Henri Tresca                                            | 1814-1885                     | Ingénieur et mécanicien                        | Auteur du critère de Tresca (un critère de plasticité en résistance des matériaux) |
| Trocadéro       | 4  |                        | PONCELET                                     | Jean-Victor Poncelet                                    | 1788-1867                     | Géomètre                                       | Créateur de la géométrie projective |
| Trocadéro       | 5  |                        | BRESSE                                       | Jacques Antoine Charles Bresse                          | 1822-1883                     | Mécanicien                                     | Création d'une méthode mathématique pour mesurer la flexion et la résistance des grandes pièces métalliques courbes |
| Trocadéro       | 6  |                        | LAGRANGE                                     | Joseph-Louis Lagrange                                   | 1736-1813                     | Mathématicien                                  | Théorie de la libration de la lune (1764) ; création de la mécanique analytique (1787) ; mécanique lagrangienne ; élaboration du système métrique |
| Trocadéro       | 7  |                        | BELANGER                                     | Jean-Baptiste Charles Joseph Bélanger                   | 1790-1874                     | Mathématicien                                  | Hydraulique et hydrodynamique, théorie de la résistance et de la flexion plane des solides |
| Trocadéro       | 8  |                        | CUVIER                                       | Baron Georges Leopold Chretien Frédéric Dagobert Cuvier | 1769-1832                     | Naturaliste                                    | Fondateur de l'anatomie comparée et de la paléontologie |
| Trocadéro       | 9  |                        | LAPLACE                                      | Pierre-Simon de Laplace                                 | 1749-1827                     | Astronome et mathématicien                     | Étude de la mécanique céleste (contribue à l'émergence de l'astronomie mathématique) ; théorie des probabilités |
| Trocadéro       | 10 |                        | DULONG                                       | Pierre Louis Dulong                                     | 1785-1838                     | Physicien et chimiste                          | Lois sur le refroidissement et sur les tensions de la vapeur ; propriétés des gaz |
| Trocadéro       | 11 |                        | CHASLES                                      | Michel Chasles                                          | 1793-1880                     | Mathématicien                                  | Travaux originaux sur l'ellipsoïde (1825), sur le calcul intégral (1827), sur le déplacement des corps solides en mécanique (1845) ; théorème de Chasles |
| Trocadéro       | 12 |                        | LAVOISIER                                    | Antoine Laurent de Lavoisier                            | 1743-1794                     | Chimiste                                       | Fondateur de la chimie moderne (« Rien ne se perd, rien ne se crée, tout se transforme », citation apocryphe) |
| Trocadéro       | 13 |                        | AMPERE                                       | André-Marie Ampère                                      | 1775-1836                     | Mathématicien et physicien                     | Théorie de l'électromagnétisme (1820-1824, avec Arago) |
| Trocadéro       | 14 |                        | CHEVREUL                                     | Michel Eugène Chevreul                                  | 1786-1889                     | Chimiste                                       | Découverte de la saponification des corps gras d'origine animale et de la bougie stéarique (1823) |
| Trocadéro       | 15 | Eugène Flachat         | FLACHAT                                      | Eugène Flachat                                          | 1802-1873                     | Ingénieur                                      | Constructeur des premières lignes ferroviaires (Paris-Rouen) et des premières gares (1845-1850) ; charpentes de grande portée (1832) |
| Trocadéro       | 16 |                        | NAVIER                                       | Claude Louis Marie Henri Navier                         | 1785-1835                     | Mathématicien                                  | Équations de la mécanique des fluides (1820) ; lois sur la résistance des matériaux (1830) ; constructions des premiers ponts métalliques suspendus (Paris, 1827) |
| Trocadéro       | 17 |                        | LEGENDRE                                     | Adrien-Marie Legendre                                   | 1752-1833                     | Mathématicien                                  | Fondateur de la géométrie moderne (1785), dont la méthode des moindres carrés |
| Trocadéro       | 18 |                        | CHAPTAL                                      | Jean-Antoine Chaptal                                    | 1756-1832                     | Agronome et chimiste                           | Introduction de la fabrication industrielle d'acide sulfurique (1781) ; de l'alun artificiel (1785) ; du sucrage des vins ou chaptalisation (1796) ; de la teinture du coton par le rouge d'Andrinople (1799)                                                                                            |
| Grenelle        | 1  |                        | JAMIN                                        | Jules Célestin Jamin                                    | 1818-1886                     | Physicien                                      | Études sur la constitution des aimants (1857) ; perfectionne l'éclairage et la bougie électrique (1879) ; travaux sur l'optique |
| Grenelle        | 2  |                        | GAY-LUSSAC                                   | Joseph Louis Gay-Lussac                                 | 1778-1850                     | Chimiste                                       | Découverte du cyanogène et de l'acide prussique ; loi de dilatation des gaz ; chimie industrielle ; ascension aérostatique jusqu'à 7 016 m d'altitude (1804) |
| Grenelle        | 3  |                        | FIZEAU                                       | Hippolyte Fizeau                                        | 1819-1896                     | Physicien                                      | Vitesse de la lumière dans l'atmosphère (1849-1856) ; transformation des plaques photographiques en planches à graver (1850) |
| Grenelle        | 4  |                        | SCHNEIDER                                    | Eugène Ier Schneider                                    | 1805-1875                     | Industriel                                     | Fondateur de Schneider, entreprise minière et sidérurgique au Creusot |
| Grenelle        | 5  |                        | LE CHATELIER                                 | Louis Le Chatelier                                      | 1815-1873                     | Chimiste et ingénieur                          | Contribue à la création des premières lignes ferroviaires (1840-1852) ; utilisation de contre-vapeur pour réguler la vitesse des trains ; stabilité des machines en mouvement ; extraction de l'alumine                                                                                                  |
| Grenelle        | 6  |                        | BERTHIER                                     | Pierre Berthier                                         | 1782-1861                     | Minéralogiste                                  | Étude des « minéraux utiles », création des analyses docimasiques déterminant la proportion de métaux utilisables dans les minerais (1816) |
| Grenelle        | 7  |                        | BARRAL                                       | Jean-Augustin Barral                                    | 1819-1884                     | Agronome, chimiste et physicien                | Nicotine dans le tabac (1841), azote et acide phosphorique dans les eaux pluviales (1852), propriétés azotées de la croûte de pain (1863), ascensions aérostatiques célèbres (1850) |
| Grenelle        | 8  |                        | DE DION                                      | Henri de Dion                                           | 1828-1878                     | Ingénieur                                      | Inventeur des fermes métalliques sans entraits pour les grandes constructions (1857) |
| Grenelle        | 9  |                        | GOUIN                                        | Ernest Goüin                                            | 1815-1885                     | Ingénieur et industriel                        | Premiers grands ateliers de construction de locomotives ; introduit en France les ponts métalliques (1840) ; machines de filature |
| Grenelle        | 10 |                        | JOUSSELIN                                    | Louis Didier Jousselin                                  | 1776-1858                     | Ingénieur                                      | Entreprend la construction des premiers grands canaux (1808) |
| Grenelle        | 11 |                        | BROCA                                        | Paul Pierre Broca                                       | 1824-1880                     | Médecin et anthropologue                       | Fondateur de l'anthropologie expérimentale (1861) ; découverte du « centre de la parole » dans le cerveau |
| Grenelle        | 12 |                        | BECQUEREL                                    | Antoine Becquerel                                       | 1788-1878                     | Physicien                                      | Idée des piles à courant constant, ou batteries (1830) ; galvanomètre différentiel (1840) |
| Grenelle        | 13 |                        | CORIOLIS                                     | Gaspard-Gustave Coriolis                                | 1792-1843                     | Ingénieur et savant                            | Découverte des lois d'accélération centrifuge composée ; force de Coriolis ; réformateur de l'enseignement de la mécanique rationnelle |
| Grenelle        | 14 |                        | CAIL                                         | Jean-François Cail                                      | 1804-1871                     | Industriel                                     | Créateur de grands ateliers de construction de matériel en cuivre pour les distilleries et sucreries ; locomotives |
| Grenelle        | 15 |                        | TRIGER                                       | Jacques Triger                                          | 1801-1867                     | Ingénieur                                      | Cartes géologiques, technique minière, procédé Triger |
| Grenelle        | 16 |                        | GIFFARD                                      | Henri Giffard                                           | 1825-1882                     | Inventeur                                      | Ballon dirigeable ; injecteur automatique des locomotives et machines à vapeur |
| Grenelle        | 17 |                        | PERRIER                                      | François Perrier                                        | 1835-1888                     | Géographe et mathématicien                     | Travaux de triangulation et géodésie |
| Grenelle        | 18 |                        | STURM                                        | Jacques Charles François Sturm                          | 1803-1855                     | Mathématicien                                  | Vitesse du son dans l'eau ; théorème de Sturm |
| École militaire | 1  |                        | CAUCHY                                       | Augustin Louis Cauchy                                   | 1789-1857                     | Mathématicien                                  | Avancement du calcul intégral (1832), application du calcul infinitésimal à la géométrie, fonctions holomorphes et séries convergentes, un des fondateurs de l'astronomie mathématique |
| École militaire | 2  |                        | BELGRAND                                     | Eugène Belgrand                                         | 1810-1878                     | Ingénieur                                      | Égouts et distribution d'eau potable de Paris (1854) |
| École militaire | 3  |                        | REGNAULT                                     | Henri Victor Regnault                                   | 1810-1878                     | Chimiste et physicien                          | Propriétés thermiques des gaz |
| École militaire | 4  |                        | FRESNEL                                      | Augustin Jean Fresnel                                   | 1788-1827                     | Physicien                                      | Réfraction de la lumière ; lentilles des phares (1820) |
| École militaire | 5  |                        | DE PRONY                                     | Gaspard de Prony                                        | 1755-1839                     | Ingénieur                                      | Confection de tables de logarithmes ; création de l'École Polytechnique |
| École militaire | 6  |                        | VICAT                                        | Louis Vicat                                             | 1786-1861                     | Ingénieur                                      | Ciment Portland |
| École militaire | 7  |                        | EBELMEN                                      | Jacques-Joseph Ebelmen                                  | 1814-1852                     | Chimiste                                       | Pierres précieuses artificielles (1851) |
| École militaire | 8  |                        | COULOMB                                      | Charles-Augustin Coulomb                                | 1736-1806                     | Physicien                                      | Découverte de lois présidant aux attractions et répulsions magnétiques (1780) ; inventeur de la balance de torsion (1784) ; flexions et poussées en architecture |
| École militaire | 9  |                        | POINSOT                                      | Louis Poinsot                                           | 1777-1859                     | Mathématicien                                  | Mécanique rationnelle ; notion de moment |
| École militaire | 10 |                        | FOUCAULT                                     | Jean Bernard Léon Foucault                              | 1819-1868                     | Physicien                                      | Vitesse de la lumière ; gyroscope ; pendule de Foucault |
| École militaire | 11 |                        | DELAUNAY                                     | Charles-Eugène Delaunay                                 | 1816-1872                     | Astronome                                      | Théorie des marées et du mouvement de la Lune (1849) ; géométrie différentielle |
| École militaire | 12 |                        | MORIN                                        | Arthur Morin                                            | 1795-1880                     | Mathématicien et physicien                     | Invente la manivelle dynamométrique (mesure de la force des moteurs animés) ; et un appareil à indications continues pour étudier la loi de la chute des corps pesants (1843-1848) ; rendement et efficacité des machines                                                                                |
| École militaire | 13 |                        | HAUY                                         | René Just Haüy                                          | 1743-1822                     | Minéralogiste                                  | Fondateur de la minéralogie expérimentale ; fondateur de la cristallographie, structure des cristaux (1796) |
| École militaire | 14 |                        | COMBES                                       | Charles Combes                                          | 1801-1872                     | Ingénieur et métallurgiste                     | Application de la thermodynamique aux machines |
| École militaire | 15 |                        | THENARD                                      | Louis Jacques Thénard                                   | 1777-1857                     | Chimiste                                       | Eau oxygénée ; bleu de cobalt ; blanc de céruse |
| École militaire | 16 |                        | ARAGO                                        | Dominique François Jean Arago                           | 1786-1853                     | Astronome et physicien                         | Découverte de l'électromagnétisme (1820-1824, avec Ampère). Indice de réfraction des gaz ; constance de la vitesse de la lumière |
| École militaire | 17 |                        | POISSON                                      | Siméon Denis Poisson                                    | 1781-1840                     | Mathématicien                                  | Électricité et magnétisme ; attraction des planètes |
| École militaire | 18 |                        | MONGE                                        | Gaspard Monge                                           | 1746-1818                     | Mathématicien                                  | Renouvelle la géométrie, dont géométrie descriptive, interprétation du phénomène physique du mirage (1798) |
| Bourdonnais     | 1  | Jules Alexandre Petiet | PETIET                                       | Jules Alexandre Petiet                                  | 1813-1871                     | Ingénieur                                      | Contribue à la création des premières lignes ferroviaires |
| Bourdonnais     | 2  |                        | DAGUERRE                                     | Louis Jacques Mandé Daguerre                            | 1787-1851                     | Peintre et physicien                           | Co-inventeur (avec Niépce) de la photographie ; inventeur du diorama (1822) ; il perfectionne l'héliographie |
| Bourdonnais     | 3  |                        | WURTZ                                        | Charles Adolphe Wurtz                                   | 1817-1884                     | Chimiste                                       | Disposition des atomes dans les composés organiques |
| Bourdonnais     | 4  |                        | LE VERRIER                                   | Urbain Jean Joseph Le Verrier                           | 1811-1877                     | Astronome                                      | Découverte « mathématique » de Neptune (1846) |
| Bourdonnais     | 5  |                        | PERDONNET                                    | Jean Albert Vincent Auguste Perdonnet                   | 1808-1867                     | Ingénieur                                      | Contribue à la création des premières lignes ferroviaires (1832) ; crée le cours des chemins à l'École centrale des arts et manufactures de Paris (1844) |
| Bourdonnais     | 6  |                        | DELAMBRE                                     | Jean-Baptiste Joseph Delambre                           | 1749-1822                     | Astronome                                      | Première détermination de la longueur d'arc du méridien terrestre (1794, avec Borda et Méchain) ; Histoire de l'astronomie (1820) |
| Bourdonnais     | 7  |                        | MALUS                                        | Étienne Louis Malus                                     | 1775-1812                     | Ingénieur, physicien et mathématicien          | Découverte de la polarisation de la lumière |
| Bourdonnais     | 8  |                        | BREGUET                                      | Louis Breguet                                           | 1804-1883                     | Physicien                                      | Construction des premiers appareils de télégraphie électrique (1842), bobine d'induction |
| Bourdonnais     | 9  |                        | POLONCEAU                                    | Camille Polonceau                                       | 1813-1859                     | Ingénieur                                      | Inventeur de la « ferme Polonceau » |
| Bourdonnais     | 10 |                        | DUMAS                                        | Jean Baptiste André Dumas                               | 1800-1884                     | Chimiste, homme politique et académicien       | Lois des substitutions chimiques (1832) ; fondateur de la chimie organique |
| Bourdonnais     | 11 |                        | CLAPEYRON                                    | Émile Clapeyron                                         | 1799-1864                     | Ingénieur et physicien                         | Créateur des projets des lignes ferroviaires de Paris à Saint-Germain et Paris à Versailles ; formule de Clapeyron (chaleur latente de changement d'état des corps purs) |
| Bourdonnais     | 12 |                        | BORDA                                        | Jean-Charles de Borda                                   | 1733-1799                     | Mathématicien, physicien, politologue et marin | Première détermination de la longueur d'arc du méridien terrestre (1794, avec Delambre et Méchain) ; thermomètre métallique (1796) ; mesure de longueur des pendules |
| Bourdonnais     | 13 |                        | FOURIER                                      | Jean Baptiste Joseph Fourier                            | 1768-1830                     | Mathématicien et physicien                     | Théorie mathématique de la chaleur (1816) ; décomposition de fonctions périodiques en séries trigonométriques convergentes |
| Bourdonnais     | 14 |                        | BICHAT                                       | Marie François Xavier Bichat                            | 1771-1802                     | Anatomiste et physiologiste                    | Renouvellement de l'anatomie, fondation de la biologie (1800), pionnier de l'histologie moderne (étude des tissus anatomiques) |
| Bourdonnais     | 15 |                        | SAUVAGE                                      | Frédéric Sauvage                                        | 1786-1857                     | Mécanicien                                     | Inventeur de l'hélice à spirale et du soufflet hydraulique |
| Bourdonnais     | 16 |                        | PELOUZE                                      | Théophile-Jules Pelouze                                 | 1807-1867                     | Chimiste                                       | Première préparation du coton-poudre (1835) ; modèle de fabrication industrielle de la soude artificielle (1840) ; cours et traités de chimie générale |
| Bourdonnais     | 17 |                        | CARNOT                                       | Lazare Nicolas Marguerite Carnot                        | 1753-1823                     | Mathématicien                                  | Créateur du théorème d'analyse et de mécanique sur la perte de force des machines, ou loi de conservation du travail (1783) ; un des fondateurs de la géométrie moderne (Géométrie de position) |
| Bourdonnais     | 18 |                        | LAME                                         | Gabriel Lamé                                            | 1795-1870                     | Mathématicien                                  | Développement de la théorie des équations aux dérivées partielles par l'emploi des coordonnées curvilignes ; théorie mathématique de l'élasticité (coefficients de Lamé) ; stabilité des voûtes (1822), engrenages (1824), ponts métalliques ; contribue à la création des premières lignes ferroviaires |

## Caractéristiques de la liste
- On n'y trouve aucune femme. Pourtant, selon Alphonse Rebière[12], suivi par de nombreux autres auteurs[13],[14], Sophie Germain, une des premières mathématiciennes françaises, y aurait eu sa place. Rebière fait en effet remarquer que pour concevoir la tour, les ingénieurs ont utilisé les travaux de cette théoricienne de l'élasticité, mais que le nom de cette « fille de génie » a été « oublié » parmi ceux qui y ont été inscrits[12].
- On y trouve un grand nombre de polytechniciens (34 anciens élèves[15] et 10 professeurs non anciens élèves), soit presque la moitié de la liste ; loin derrière, on trouve des anciens élèves des Écoles centrales des arts et manufactures et des Mines[16].
- La plupart étaient membres de l'Académie des sciences.
- Les sciences du vivant ne sont représentées que par cinq noms : Barral, Bichat, Broca, Chaptal, et Cuvier.
- Hormis Fizeau et Chevreul, tous étaient morts lors de l'inauguration de la tour. Chevreul était un grand enthousiaste de la tour, se déplaçant tous les jours sur le chantier pour en constater l'avancement ; il est mort une semaine après son inauguration, à l'âge de 102 ans[17].
- Tous sont fortement liés à la France, probablement tous français au moins à un moment de leur vie.
  - Seul Lagrange est né à l'étranger, à Turin dans le royaume de Piémont-Sardaigne (séparé en 1861 entre la France et l'Italie). Il est néanmoins naturalisé français en 1802.
  - Sturm est certes né à Genève, dans l'actuelle Suisse, mais quand il est né en 1803, Genève était sous domination française depuis 1798, devenant le chef-lieu du département français du Léman sous le Consulat puis le Premier Empire. Charles Sturm avait donc la nationalité française à sa naissance. De 1813 à 1815 il a été brièvement citoyen de la République de Genève, à la suite de la Restauration genevoise et jusqu'à l'adhésion de la République de Genève à la Confédération. Il est donc devenu suisse en 1815[18]. Finalement, il a été naturalisé français en 1833[19].
- Beaucoup ont laissé leur nom à au moins une loi scientifique, un produit ou à un procédé.
- Presque tous sont mentionnés dans un discours de Gabriel Lamé en 1851[20].
- Il ne semble pas y avoir d'ordre particulier ni de classement ou hiérarchie sur les différentes faces, pas même alphabétique.
- On peut rapprocher cette liste de la représentation des grandes inventions françaises à la galerie des Machines, où l'on retrouve beaucoup de ces noms[21].
- Cet hommage est parfois comparé au Panthéon[22],[23],[24], où sont enterrées les personnalités que le pouvoir souhaite honorer. De fait, trois des savants de la tour Eiffel sont enterrés au Panthéon[25] : Lagrange[26] (1813), Carnot[27] (1889) et Monge[27] (1989).

Tombes de savants de la tour Eiffel au Panthéon
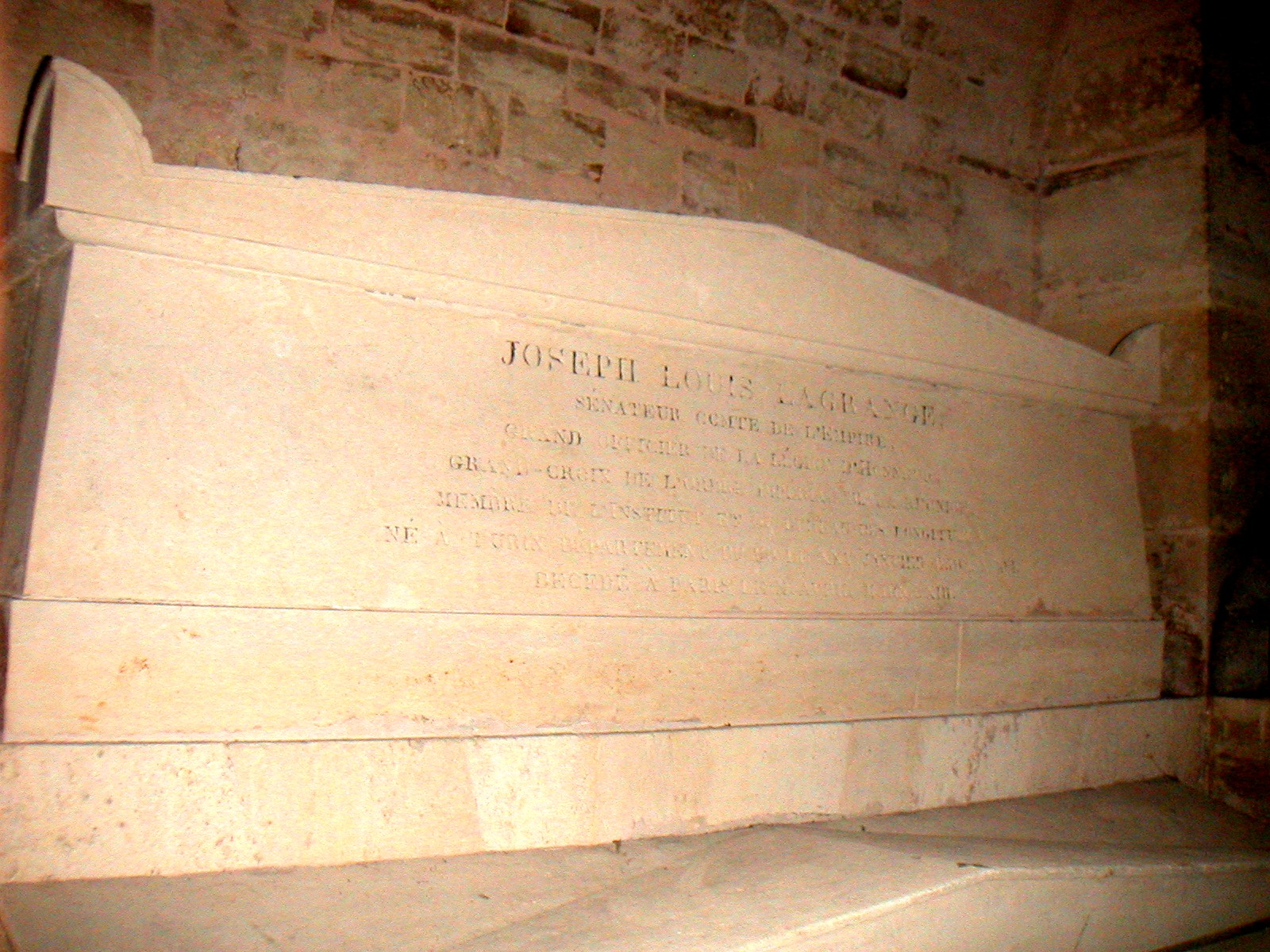
Joseph-Louis Lagrange.
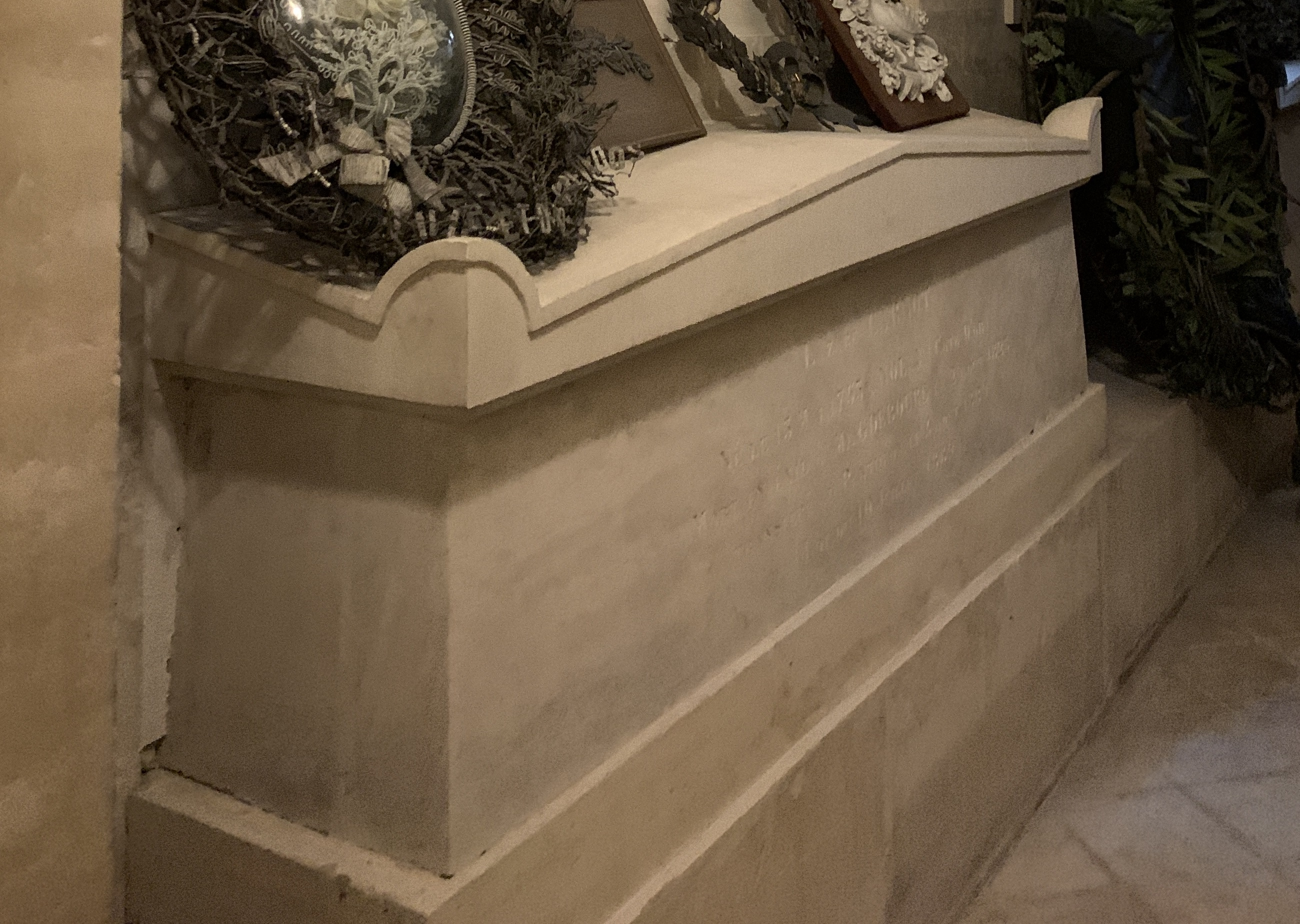
Lazare Carnot.
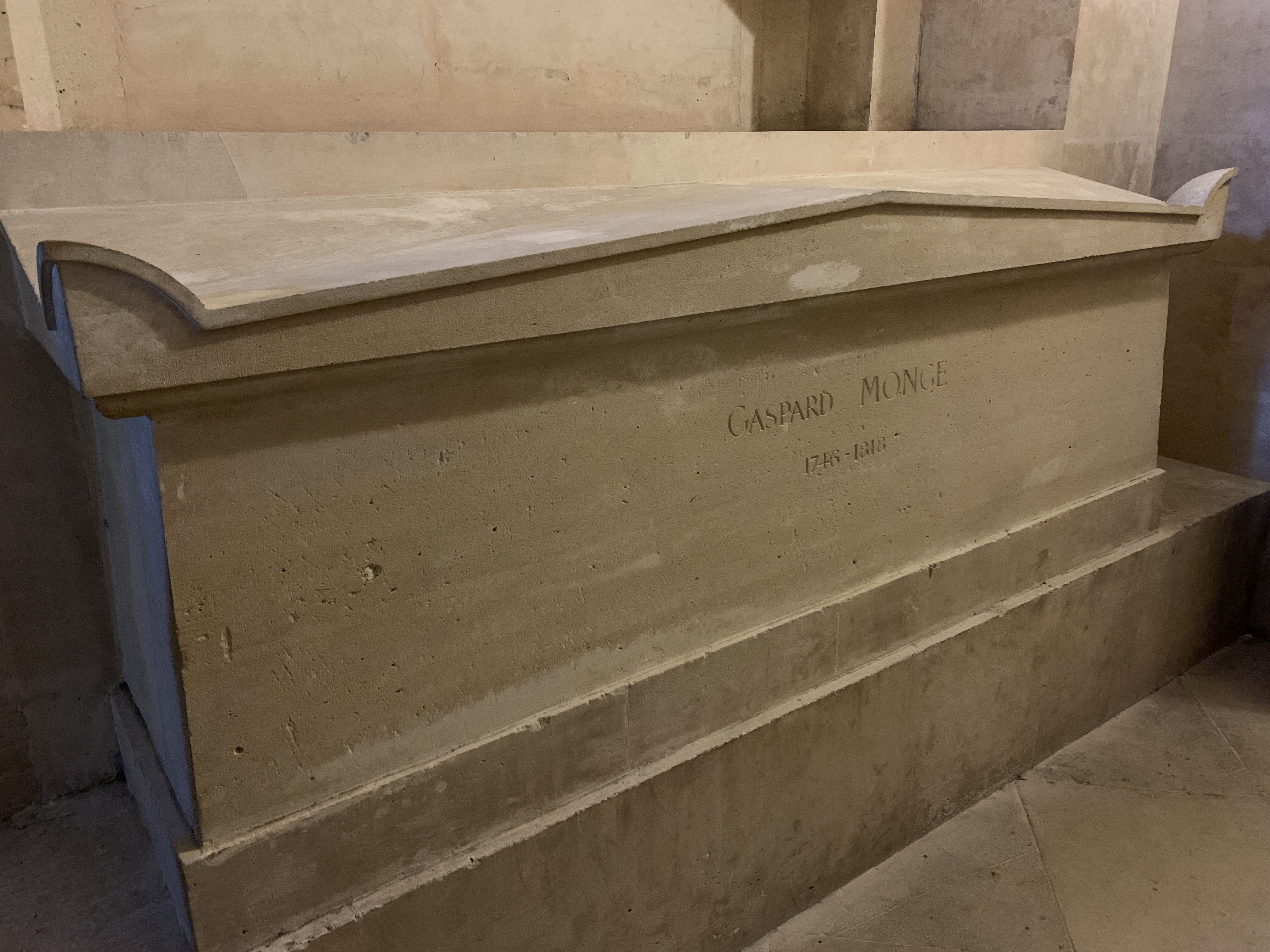
Gaspard Monge.